# Coquimatlán (plaats)
Coquimatlán is een plaats in de Mexicaanse deelstaat Colima. De plaats heeft 11.374 inwoners (census 2005) en is de hoofdplaats van de gemeente Coquimatlán.